# Chalautre-la-Grande
Chalautre-la-Grande () est une commune française située dans le département de Seine-et-Marne en région Île-de-France.

## Géographie

### Localisation

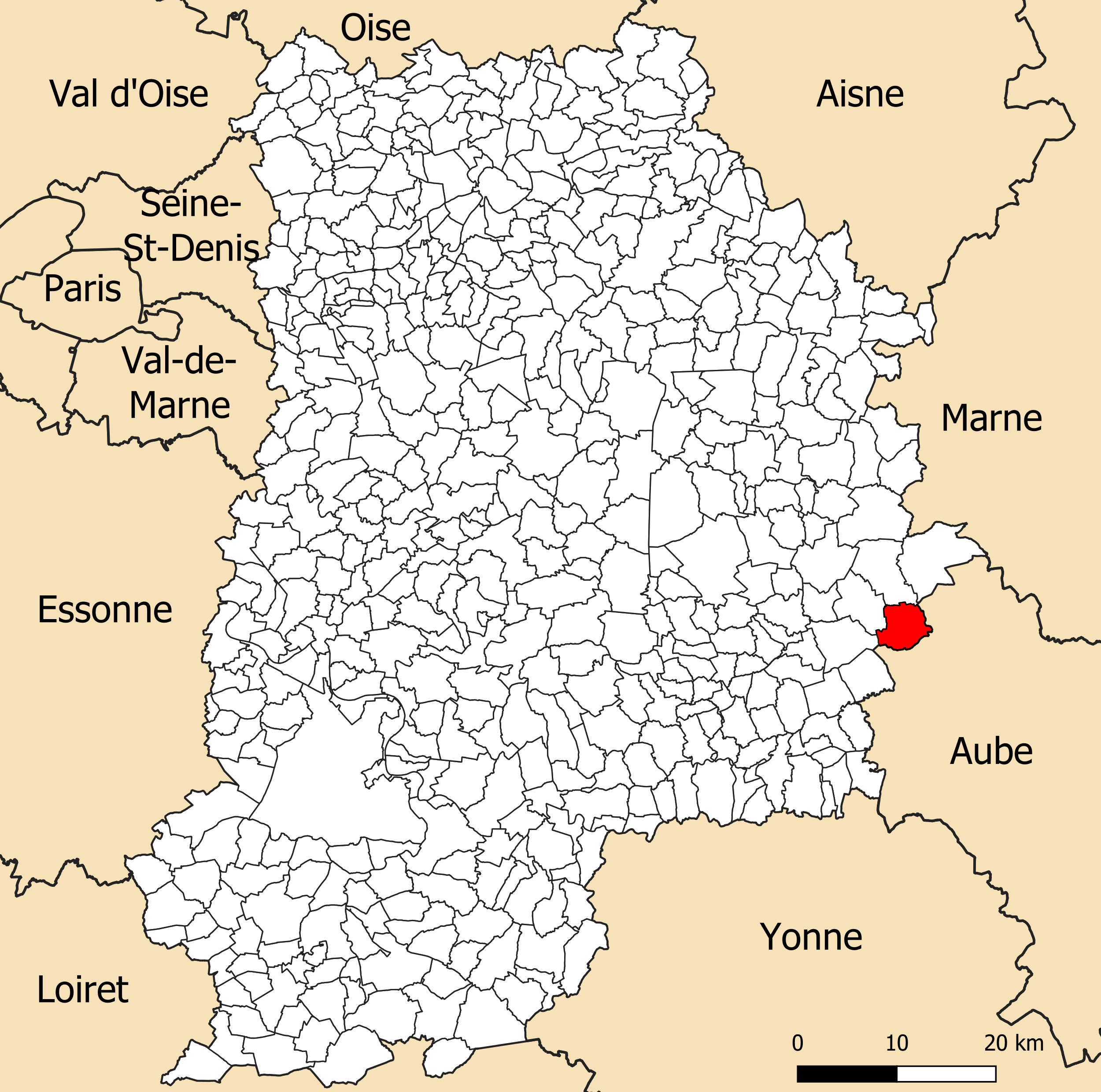
Localisation de la commune de Chalautre-la-Grande dans le département de Seine-et-Marne.

La commune se situe à environ 16,9 km par la route à l'est de Provins et à 11,3 km au nord-ouest de Nogent-sur-Seine,.
Elle est limitrophe avec le département de l'Aube.

### Communes limitrophes
| Léchelle         | Beauchery-Saint-Martin |                                  |
| Sourdun          | Chalautre-la-Grande    | La Saulsotte (Aube)              |
| Le Mériot (Aube) |                        | Saint-Nicolas-la-Chapelle (Aube) |

### Relief et géologie
L'altitude de la commune varie de 89 mètres à 183 mètres pour le point le plus haut, le centre du bourg se situant à environ 107 mètres d'altitude (mairie). Elle est classée en zone de sismicité 1, correspondant à une sismicité très faible.
Chalautre est situé au creux d’un vallon, à mi-pente de la côte d'Île-de-France. Il est partagé entre deux « pays » incluant le Provinois (plateau de la Brie) et le Morvois (vallée de la Seine).

### Hydrographie

#### Réseau hydrographique

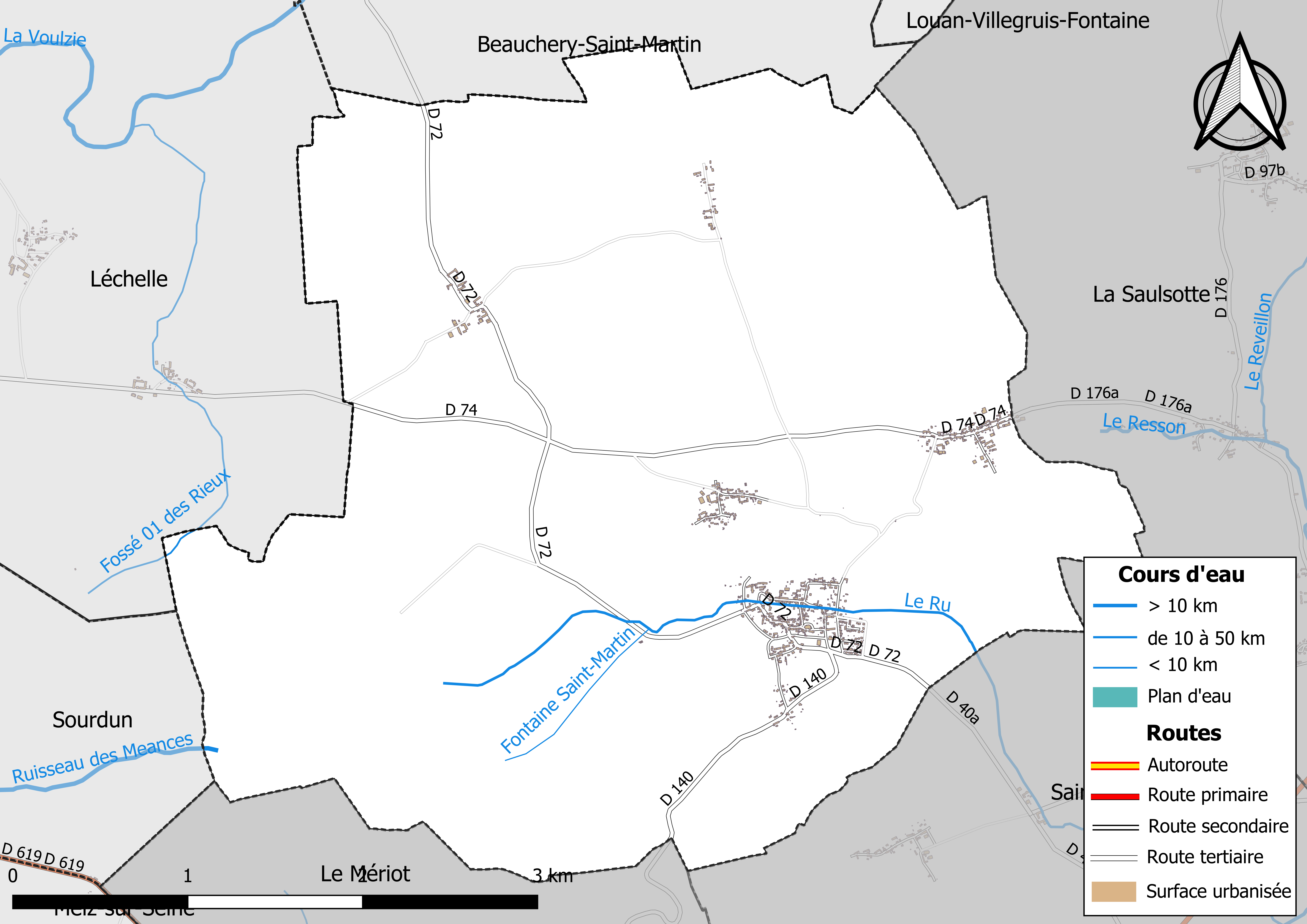
Carte des réseaux hydrographique et routier de Chalautre-la-Grande.

Le réseau hydrographique de la commune se compose de quatre cours d'eau référencés :
- le ruisseau des Méances, long de 27,14 km[5], affluent de la Seine en rive droite . Il prend sa source dans la commune ;
- le Ru, 6,55 km[6], affluent du Resson. Il prend sa source dans la commune ;
  - Fontaine Saint-Martin, cours d’eau de 1,15 km[7] (nature en attente de mise à jour) , qui conflue avec le Ru ;
- le fossé 01 des Rieux, 3,71 km[8], qui conflue avec la Voulzie.

La longueur totale des cours d'eau sur la commune est de 4,84 km.

#### Gestion des cours d'eau
Afin d’atteindre le bon état des eaux imposé par la Directive-cadre sur l'eau du 23 octobre 2000, plusieurs outils de gestion intégrée s’articulent à différentes échelles : le SDAGE, à l’échelle du bassin hydrographique, et le SAGE, à l’échelle locale. Ce dernier fixe les objectifs généraux d’utilisation, de mise en valeur et de protection quantitative et qualitative des ressources en eau superficielle et souterraine. Le département de Seine-et-Marne est couvert par six SAGE, au sein du bassin Seine-Normandie.
La commune fait partie du SAGE « Bassée Voulzie », en cours d'élaboration en décembre 2020. Le territoire de ce SAGE concerne 144 communes dont 73 en Seine-et-Marne, 50 dans l'Aube, 15 dans la Marne et 6 dans l'Yonne, pour une superficie de 1 710 km2,. Le pilotage et l’animation du SAGE sont assurés par Syndicat Mixte Ouvert de l’eau potable, de l’assainissement collectif, de l’assainissement non collectif, des milieux aquatiques et de la démoustication (SDDEA), qualifié de « structure porteuse ».

### Climat
Pour des articles plus généraux, voir Climat de l'Île-de-France et Climat de Seine-et-Marne.
En 2010, le climat de la commune est de type climat océanique dégradé des plaines du Centre et du Nord, selon une étude du CNRS s'appuyant sur une série de données couvrant la période 1971-2000. En 2020, Météo-France publie une typologie des climats de la France métropolitaine dans laquelle la commune est exposée à un climat océanique altéré et est dans la région climatique Nord-est du bassin Parisien, caractérisée par un ensoleillement médiocre, une pluviométrie moyenne régulièrement répartie au cours de l’année et un hiver froid (3 °C).
Pour la période 1971-2000, la température annuelle moyenne est de 10,8 °C, avec une amplitude thermique annuelle de 15,3 °C. Le cumul annuel moyen de précipitations est de 748 mm, avec 11,7 jours de précipitations en janvier et 7,8 jours en juillet. Pour la période 1991-2020, la température moyenne annuelle observée sur la station météorologique la plus proche, située sur la commune de Voulton à 13 km à vol d'oiseau, est de 11,3 °C et le cumul annuel moyen de précipitations est de 740,8 mm,. Pour l'avenir, les paramètres climatiques de la commune estimés pour 2050 selon différents scénarios d'émission de gaz à effet de serre sont consultables sur un site dédié publié par Météo-France en novembre 2022.

### Milieux naturels et biodiversité

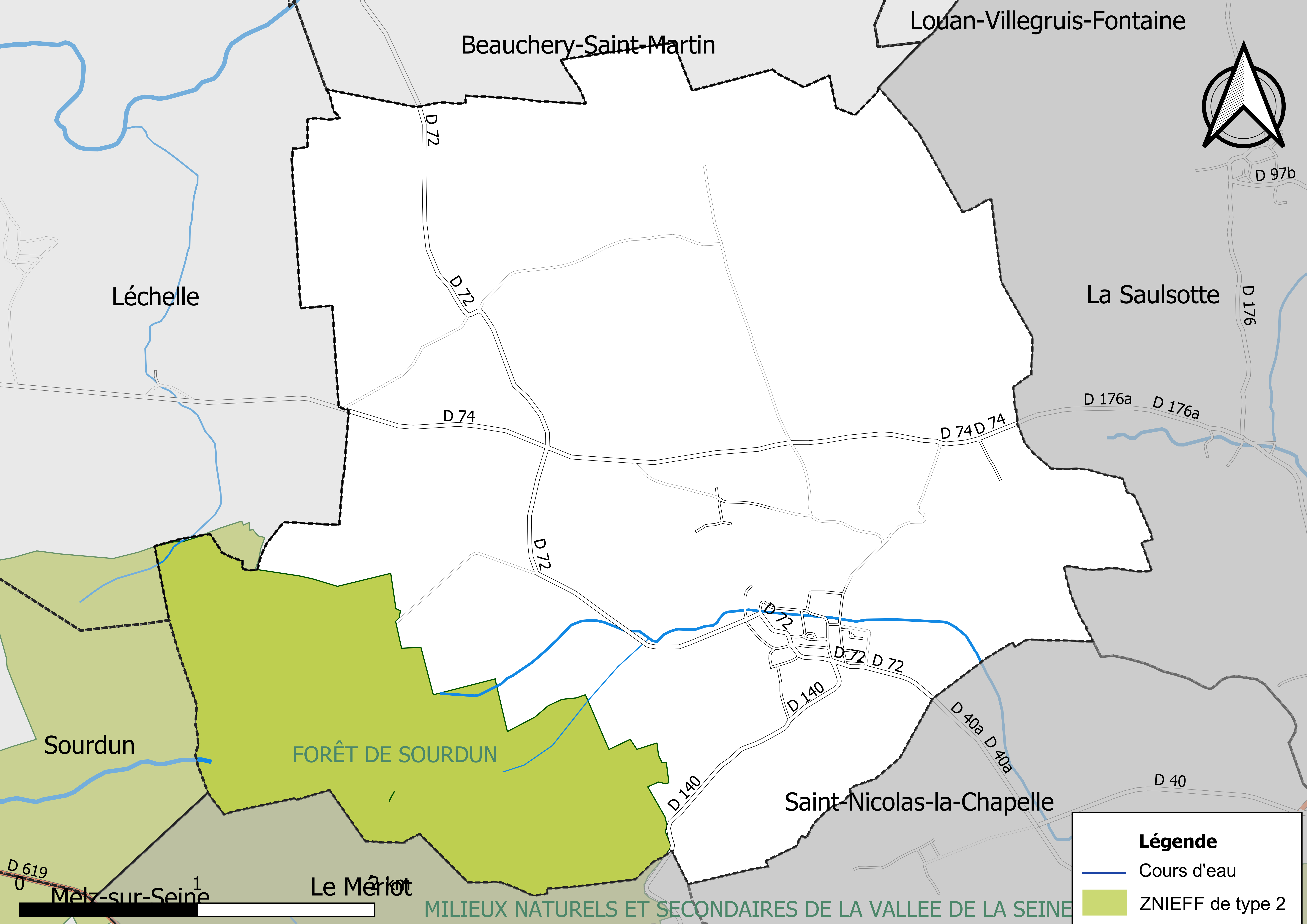
Carte des ZNIEFF de type 2 localisées sur la commune.

L’inventaire des zones naturelles d'intérêt écologique, faunistique et floristique (ZNIEFF) a pour objectif de réaliser une couverture des zones les plus intéressantes sur le plan écologique, essentiellement dans la perspective d’améliorer la connaissance du patrimoine naturel national et de fournir aux différents décideurs un outil d’aide à la prise en compte de l’environnement dans l’aménagement du territoire.
Le territoire communal de Chalautre-la-Grande comprend un ZNIEFF de type 2,, 
la « Forêt de Sourdun » (1 744 ha), couvrant 7 communes du département.

## Urbanisme

### Typologie
Au 1er janvier 2024, Chalautre-la-Grande est catégorisée commune rurale à habitat dispersé, selon la nouvelle grille communale de densité à sept niveaux définie par l'Insee en 2022.
Elle est située hors unité urbaine. Par ailleurs la commune fait partie de l'aire d'attraction de Paris, dont elle est une commune de la couronne,. Cette aire regroupe 1 929 communes,.

### Lieux-dits et écarts
La commune compte 87 lieux-dits administratifs répertoriés consultables ici (source : le fichier Fantoir)> dont Puits Froux, Puits Jolly, les Chaises, Fouchères.

### Occupation des sols
L'occupation des sols de la commune, telle qu'elle ressort de la base de données européenne d’occupation biophysique des sols Corine Land Cover (CLC), est marquée par l'importance des territoires agricoles (76,8 % en 2018), une proportion identique à celle de 1990 (76,8 %). La répartition détaillée en 2018 est la suivante : 
terres arables (74,9% ), forêts (21,1% ), zones agricoles hétérogènes (1,9% ), zones urbanisées (1,7% ), milieux à végétation arbustive et/ou herbacée (0,4 %).
Parallèlement, L'Institut Paris Région, agence d'urbanisme de la région Île-de-France, a mis en place un inventaire numérique de l'occupation du sol de l'Île-de-France, dénommé le MOS (Mode d'occupation du sol), actualisé régulièrement depuis sa première édition en 1982. Réalisé à partir de photos aériennes, le Mos distingue les espaces naturels, agricoles et forestiers mais aussi les espaces urbains (habitat, infrastructures, équipements, activités économiques, etc.) selon une classification pouvant aller jusqu'à 81 postes, différente de celle de Corine Land Cover,,. L'Institut met également à disposition des outils permettant de visualiser par photo aérienne l'évolution de l'occupation des sols de la commune entre 1949 et 2018.

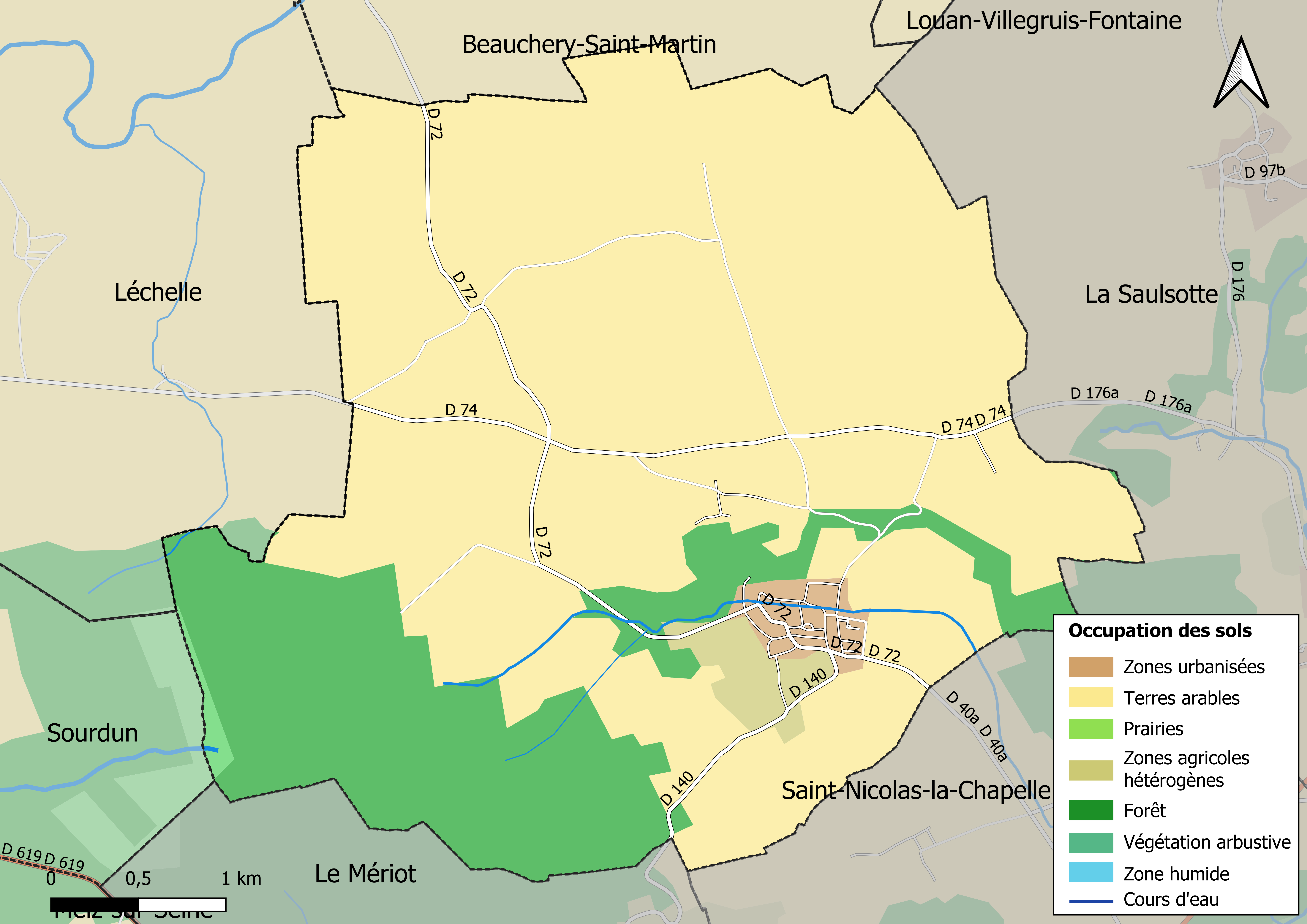
Carte des infrastructures et de l'occupation des sols en 2018 (CLC) de la commune.
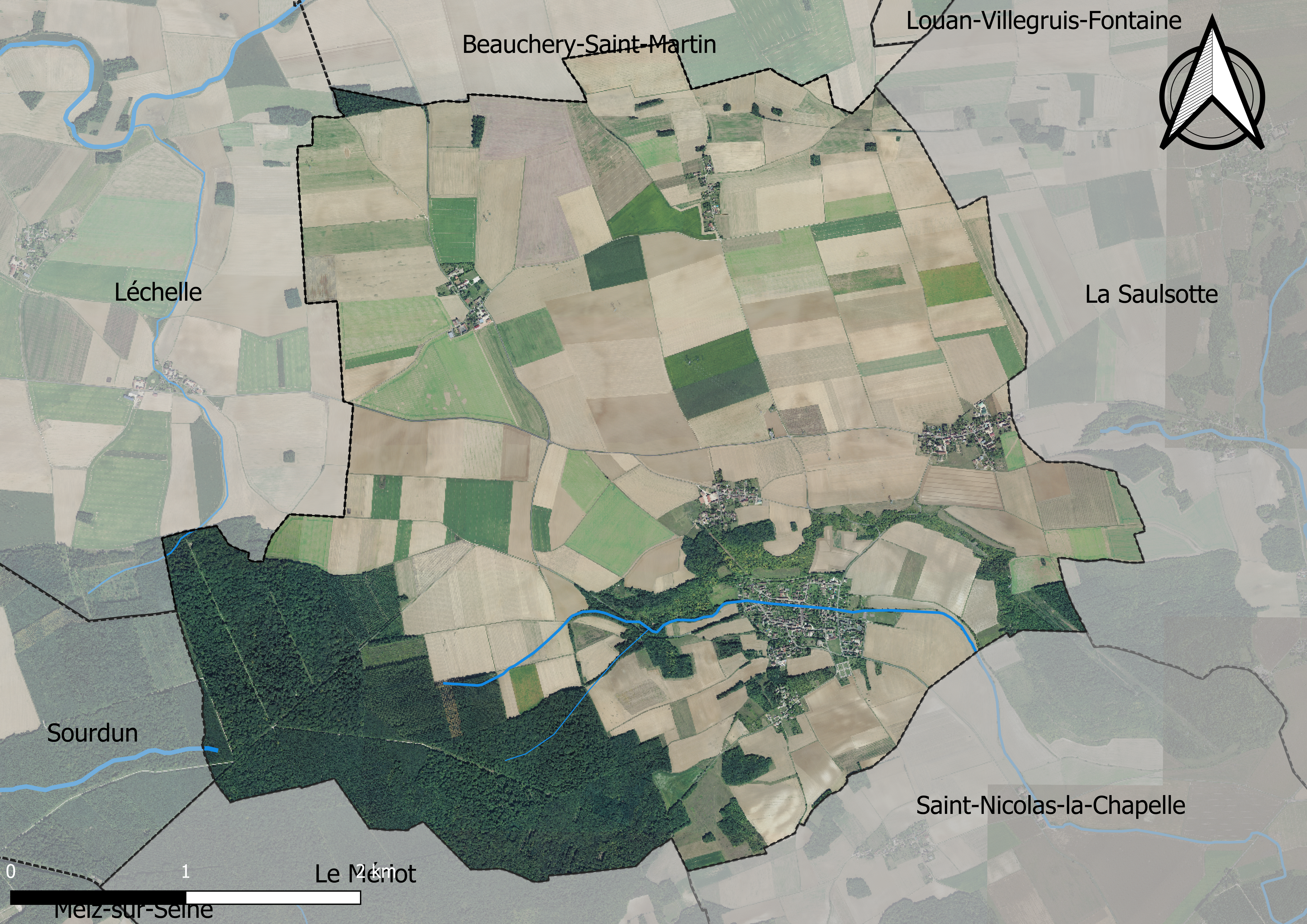
Carte orhophotogrammétrique de la commune.

### Planification
La loi SRU du 13 décembre 2000 a incité les communes à se regrouper au sein d’un établissement public, pour déterminer les partis d’aménagement de l’espace au sein d’un SCoT, un document d’orientation stratégique des politiques publiques à une grande échelle et à un horizon de 20 ans et s'imposant aux documents d'urbanisme locaux, les PLU (Plan local d'urbanisme). La commune est dans le territoire du SCOT Grand Provinois, dont le projet a été arrêté le 29 janvier 2020, porté par le syndicat mixte d’études et de programmation (SMEP) du Grand Provinois, qui regroupe les Communautés de Communes du Provinois et de Bassée-Montois, soit 82 communes.
La commune disposait en 2019 d'un plan local d'urbanisme approuvé. Le zonage réglementaire et le règlement associé peuvent être consultés sur le géoportail de l'urbanisme.

### Logement
En 2016, le nombre total de logements dans la commune était de 335 (dont 99,1 % de maisons et 0,6 % d’appartements).
Parmi ces logements, 80 % étaient des résidences principales, 11,8 % des résidences secondaires et 8,3 % des logements vacants.
La part des ménages propriétaires de leur résidence principale s’élevait à 83,8 % contre 14,2 % de locataires, dont 5,8% de logements HLM loués vides (logements sociaux).

## Toponymie
Le nom de la localité est mentionné sous les formes Chalestra en 1147 ; Apud Calistam en 1201 ; Chalastra en 1203 ; Calestria magna en 1212 ; Chaleste et Calestia magna vers 1222 ; Calestre, Calestrie vers 1250 ; Calestrie la Grant en 1265 ; Chalettre la Grant en 1275 ; Calistra magna au xiiie siècle ; Challauste la Grant en 1380 ; Chalaute en 1398 ; Chalostre en 1573 ; Chalestre au xvie siècle,.
Le nom Chalautre-la-Grande provient du mot latin calix, signifiant « calice », par allusion à la topographie du site du village. « La Grande » évoque l’étendue du territoire et l’importance du village durant le Moyen Âge.

## Histoire
Avant l’an mil (vers 980), la charte dite de Letgarde octroie la seigneurie de Chalautre-la-Grande et ses dépendances, y compris un tiers de la forêt de Sourdun, au chapitre de l’église Saint-Martin-de-Tours. Le chapitre se fait représenter sur place par un prévôt doté de tous pouvoirs de justice et par un "maire", parallèlement agréé par le comte de Champagne.
Une autre influence ecclésiastique se fera également rapidement sentir, celle de l’abbaye du Paraclet fondée par Abélard. Ce dernier y installe Héloïse et ses moniales en 1129.
Le pouvoir sous toutes ses formes mais surtout celui de Saint-Martin-de-Tours, fut toujours contesté par les Chalautriers. Contestataires, c’était d’ailleurs une de leurs réputations. Les biens communaux surtout, furent l’objet de différends qui ont duré jusqu’au XXe siècle.
De nos jours, malgré les limites administratives qui font dépendre Chalautre-la-Grande de Provins, la commune se tourne également spontanément et culturellement vers Nogent-sur-Seine et la vallée de la Seine. Chalautre fut par le passé plus peuplée qu’elle ne l’est actuellement. La vigne, que le phylloxéra a décimé, ainsi que la production d’huile de noix ont été des activités importantes du site. L’abri naturel que constitue la forêt de Sourdun, l’eau de la source Saint-Martin et la pierre abondante ont été le terreau de l’implantation humaine. Les hommes y ont trouvé et y trouveront pour encore longtemps le havre d’une vie sereine.

## Politique et administration

### Liste des maires
| Période                                  | Période           | Identité        | Étiquette | Qualité             |
| ---------------------------------------- | ----------------- | --------------- | --------- | ------------------- |
| Les données manquantes sont à compléter. |                   |                 |           |                     |
| avant 1995                               | 1995              | Suzanne Picard  | DVD       |                     |
| juin 1995                                | mars 2008         | Roger Patenere  |           |                     |
| mars 2008                                | 16 septembre 2011 | Isabelle Gobron | SE        | Décédée en fonction |
| novembre 2011                            | mars 2014         | Roger Patenere  |           |                     |
| mars 2014                                | En cours          | Michèle Pannier |           |                     |

## Équipements et services

### Eau et assainissement
L’organisation de la distribution de l’eau potable, de la collecte et du traitement des eaux usées et pluviales relève des communes. La loi NOTRe de 2015 a accru le rôle des EPCI à fiscalité propre en leur transférant cette compétence. Ce transfert devait en principe être effectif au 1er janvier 2020, mais la loi Ferrand-Fesneau du 3 août 2018 a introduit la possibilité d’un report de ce transfert au 1er janvier 2026,.

#### Assainissement des eaux usées
En 2020, la commune de Chalautre-la-Grande gère le service d’assainissement collectif (collecte, transport et dépollution) en régie directe, c’est-à-dire avec ses propres personnels.
L’assainissement non collectif (ANC) désigne les installations individuelles de traitement des eaux domestiques qui ne sont pas desservies par un réseau public de collecte des eaux usées et qui doivent en conséquence traiter elles-mêmes leurs eaux usées avant de les rejeter dans le milieu naturel. La communauté de communes du Provinois assure pour le compte de la commune le service public d'assainissement non collectif (SPANC), qui a pour mission de vérifier la bonne exécution des travaux de réalisation et de réhabilitation, ainsi que le bon fonctionnement et l’entretien des installations,.

#### Eau potable
En 2020, l'alimentation en eau potable est assurée par le syndicat de l'Eau de l'Est seine-et-marnais (S2E77) qui en a délégué la gestion à l'entreprise Veolia, dont le contrat expire le 21 mars 2024,,.

## Population et société

### Démographie
L'évolution du nombre d'habitants est connue à travers les recensements de la population effectués dans la commune depuis 1793. Pour les communes de moins de 10 000 habitants, une enquête de recensement portant sur toute la population est réalisée tous les cinq ans, les populations de référence des années intermédiaires étant quant à elles estimées par interpolation ou extrapolation. Pour la commune, le premier recensement exhaustif entrant dans le cadre du nouveau dispositif a été réalisé en 2008.

En 2022, la commune comptait 657 habitants, en évolution de −7,98 % par rapport à 2016 (Seine-et-Marne : +3,92 %, France hors Mayotte : +2,11 %).
| 1793 | 1800 | 1806 | 1821  | 1831  | 1836  | 1841  | 1846  | 1851  |
| ---- | ---- | ---- | ----- | ----- | ----- | ----- | ----- | ----- |
| 909  | 954  | 989  | 1 019 | 1 089 | 1 101 | 1 130 | 1 065 | 1 067 |

| 1856  | 1861  | 1866  | 1872  | 1876 | 1881 | 1886 | 1891 | 1896 |
| ----- | ----- | ----- | ----- | ---- | ---- | ---- | ---- | ---- |
| 1 054 | 1 066 | 1 065 | 1 035 | 995  | 939  | 914  | 818  | 754  |

| 1901 | 1906 | 1911 | 1921 | 1926 | 1931 | 1936 | 1946 | 1954 |
| ---- | ---- | ---- | ---- | ---- | ---- | ---- | ---- | ---- |
| 729  | 683  | 619  | 518  | 516  | 522  | 526  | 507  | 516  |

| 1962 | 1968 | 1975 | 1982 | 1990 | 1999 | 2006 | 2008 | 2013 |
| ---- | ---- | ---- | ---- | ---- | ---- | ---- | ---- | ---- |
| 463  | 446  | 377  | 383  | 570  | 610  | 674  | 692  | 715  |

| 2018 | 2022 | - | - | - | - | - | - | - |
| ---- | ---- | - | - | - | - | - | - | - |
| 692  | 657  | - | - | - | - | - | - | - |

## Économie

### Revenus de la population et fiscalité
En 2018, le nombre de ménages fiscaux de la commune était de 250, représentant 684 personnes et la  médiane du revenu disponible par unité de consommation  de 20 900 euros.

### Emploi
En 2018 , le nombre total d’emplois dans la zone était de 58, occupant 298 actifs  résidants.
Le taux d'activité de la population (actifs ayant un emploi) âgée de 15 à 64 ans s'élevait à 66,7 % contre un taux de chômage de 6,8 %.
Les 26,5 % d’inactifs se répartissent de la façon suivante : 11,8 % d’étudiants et stagiaires non rémunérés, 5,9 % de retraités ou préretraités et 8,8 % pour les autres inactifs.

### Secteurs d'activité
En 2018, la commune était classée en zone de revitalisation rurale (ZRR), un dispositif visant à aider le développement des territoires ruraux principalement à travers des mesures fiscales et sociales. Des mesures spécifiques en faveur du développement économique s'y appliquent également. Le classement des communes en ZRR était valable jusqu’au 31 décembre 2020,.

#### Entreprises et commerces
En 2019, le nombre d’unités légales et d’établissements (activités marchandes hors agriculture) par secteur d'activité était de 25 dont 2 dans l’industrie manufacturière, industries extractives et autres, 8 dans la construction, 8 dans le commerce de gros et de détail, transports, hébergement et restauration, 1 dans les activités immobilières, 3 dans les activités spécialisées, scientifiques et techniques et activités de services administratifs et de soutien, 2 dans l’administration publique, enseignement, santé humaine et action sociale et 1  était relatif aux autres activités de services.
En 2020, 7 entreprises ont été créées sur le territoire de la commune, dont 6 individuelles.
Au 1er janvier 2021, la commune ne disposait pas d’hôtel et de terrain de camping.

#### Agriculture
Chalautre-la-Grande est dans la petite région agricole dénommée la « Brie champenoise » (ou Provinois), une partie de la Brie autour de Provins. En 2010, l'orientation technico-économique de l'agriculture sur la commune est la culture de céréales et d'oléoprotéagineux (COP).
Si la productivité agricole de la Seine-et-Marne se situe dans le peloton de tête des départements français, le département enregistre un double phénomène de disparition des terres cultivables (près de 2 000 ha par an dans les années 1980, moins dans les années 2000) et de réduction d'environ 30 % du nombre d'agriculteurs dans les années 2010. Cette tendance se retrouve au niveau de la commune où le nombre d’exploitations est passé de 19 en 1988 à 10 en 2010. Parallèlement, la taille de ces exploitations augmente, passant de 73 ha en 1988 à 126 ha en 2010.
Le tableau ci-dessous présente les principales caractéristiques des exploitations agricoles de Chalautre-la-Grande, observées sur une période de 22 ans : 
|                                      | 1988  | 2000  | 2010  |
| ------------------------------------ | ----- | ----- | ----- |
| Dimension économique,                |       |       |       |
| Nombre d’exploitations (u)           | 19    | 15    | 10    |
| Travail (UTA)                        | 26    | 15    | 13    |
| Surface agricole utilisée (ha)       | 1 394 | 1 302 | 1 256 |
| Cultures                             |       |       |       |
| Terres labourables (ha)              | 1 392 | 1 302 | 1 252 |
| Céréales (ha)                        | 972   | 757   | 796   |
| dont blé tendre (ha)                 | 625   | 534   | 485   |
| dont maïs-grain et maïs-semence (ha) | 167   | s     | s     |
| Tournesol (ha)                       | 82    | s     |       |
| Colza et navette (ha)                | 126   | 174   | 194   |
| Élevage                              |       |       |       |
| Cheptel (UGBTA)                      | 72    | 93    | 47    |

## Culture locale et patrimoine

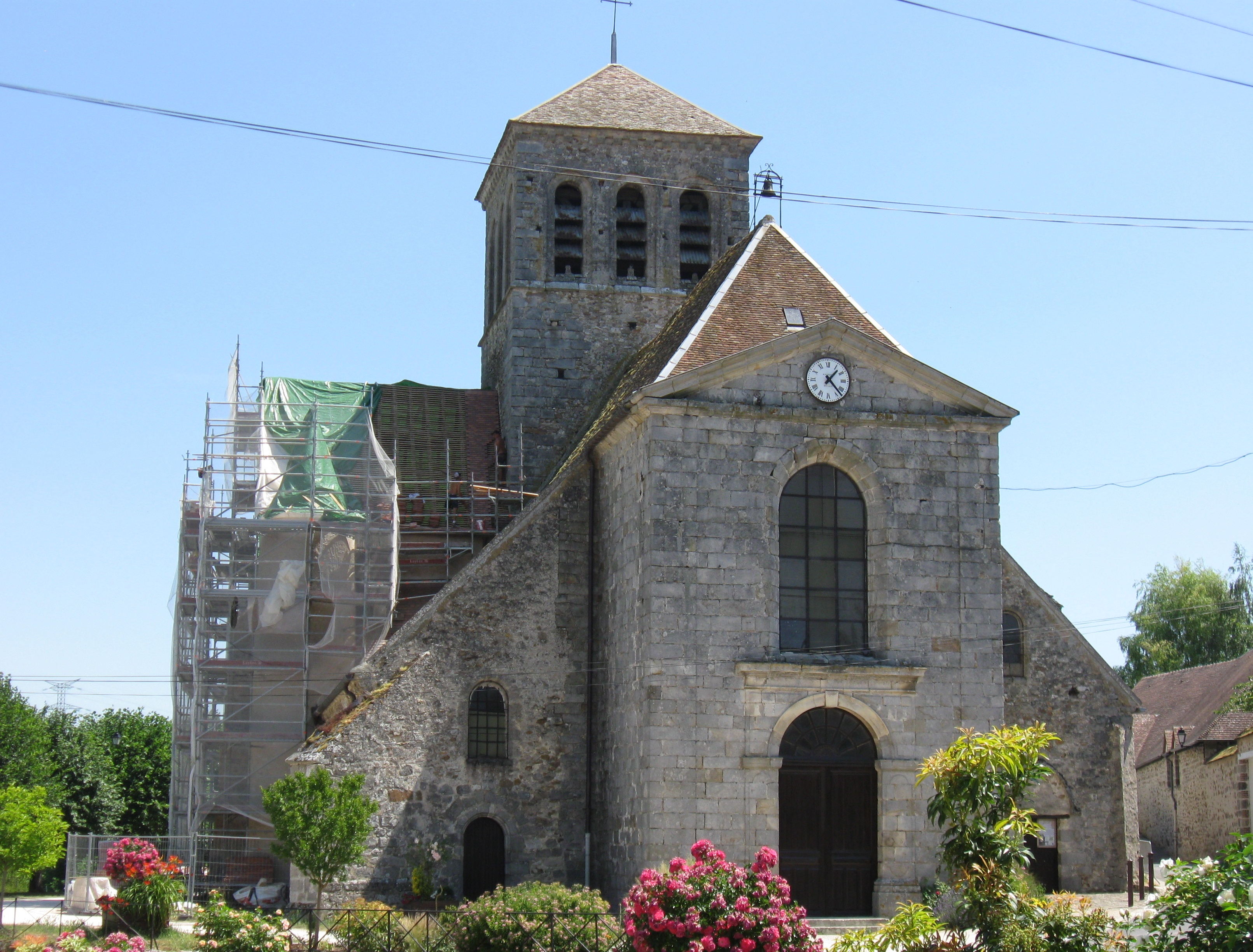
L'église Saint-Georges.

### Lieux et monuments
L’église, dédiée à saint Georges, est inscrite au titre des monuments historiques en 1971, est particulièrement remarquable. Une église plus ancienne a probablement existé puisque la charte de Letgarde en parle déjà mais l’actuelle église est du XIIe siècle et fut probablement plus grande.
Des ruines sur l’arrière ont longtemps subsisté. Pour construire l’école, certaines pierres y ont été prélevées.
Elle fut restaurée au XVe et le cœur réaménagé au XVIIe en recevant le retable magnifique qui comprend un tableau de Séjourné. Ce tableau date de 1663 et représente la Vierge au Temple. Il a lui-même été restauré en 1998. L'église est l'une des plus anciennes de la région.
La carte de Cassini indique que Chalautre disposa de fortifications. Les anciens "fossés" en sont les vestiges. La rue de l’arrêt aurait été ainsi baptisée en face de la rue aux morts pour témoigner des luttes menées et des "remparts" qui firent face aux assaillants. La Cour de Salles constitua une des demeures des comtes de Champagne et accueillit le roi de France quand il chassait dans la forêt de Sourdun. À la veille de la Révolution, le château de la Tour, possession de la famille Challemaison, seigneur du lieu, avait déjà été détruit. La tour féodale devait originellement se trouver à l’emplacement de l’actuelle école mais le château aurait ensuite été déplacé dans le faubourg.